# Driedomeinensysteem
Het drie domeinensysteem is in de biologische taxonomie het tegenwoordig gebruikte classificatiesysteem om alle bekende vormen van leven in te delen. Dit systeem werd in 1990 ingevoerd door Carl Woese ter vervanging van het zes rijkensysteem. Het drie domeinensysteem gaat uit van drie taxonomische domeinen, waarin alle soorten organismen zijn onder te verdelen. Deze domeinen zijn de Archaea (oorspronkelijk Archaebacteria), Bacteria (oorspronkelijk Eubacteria), en de Eukaryota. Archaea en Bacteria komen overeen in het ontbreken van een celkern, ze vormen samen de informele groep der prokaryoten. 
Woese argumenteerde echter dat, op basis van verschillen in het gen 16S rRNA, Archaea en Bacteria onderling evenzeer verschillen als elk van deze twee met de eukaryoten. Hij postuleerde de hypothese van een gemeenschappelijke evolutionaire voorouder voor de drie domeinen: LUCA. LUCA is volgens deze hypothese een fossiel (uitgestorven) eencellig organisme, waarin de genetische processen zeer primitief verliepen, in vergelijking met de drie domeinen die zich gedurende de evolutie uit LUCA hebben ontwikkeld. 
Het domein van de eukaryoten wordt verder onderverdeeld in vier of vijf supergroepen.
| Domeinen in de fylogenetische stamboom van het leven                                                                                    |
| --- |
| - LUCA - Domein Eubacteria (Ehrenberg 1828) (→ prokaryoten ) - - Domein Archaea (Woese et al. 1990) (→ prokaryoten ) - Domein Eukaryota |
| (→ behoort tot de ... ) wordt ook gerekend tot de genoemde polyfyletische groep                                                         |

Organismen uit de drie domeinen hebben elk hun eigen niche. Bacteria zijn de snelst voortplantende organismen onder normale omstandigheden. Archaea kunnen zich goed aanpassen aan extreme omstandigheden, zoals hoge temperaturen, hoge zuurgraad, hoge concentraties zwavel. Ook kunnen ze zich snel aanpassen aan andere en ongebruikelijke energie- en voedselbronnen. Eukaryota zijn het best in het vormen van kolonies en meercellige organismen.
| Linnaeus 1735    | Haeckel 1866 | Chatton 1925 | Copeland 1938 | Whittaker 1969 | Woese e.a. 1990 | Cavalier-Smith 1998 |
| ---------------- | ------------ | ------------ | ------------- | -------------- | --------------- | ------------------- |
| 2 rijken         | 3 rijken     | 2 rijken     | 4 rijken      | 5 rijken       | 3 domeinen      | 6/7 rijken          |
| (niet behandeld) | Protista     | Prokaryota   | Monera        | Monera         | Bacteria        | Bacteria            |
| (niet behandeld) | Protista     | Prokaryota   | Monera        | Monera         | Archaea         | Archaea             |
| (niet behandeld) | Protista     | Eukaryota    | Protoctista   | Protista       | Eucarya         | "Protozoa"          |
| (niet behandeld) | Protista     | Eukaryota    | Protoctista   | Protista       | Eucarya         | "Chromista"         |
| Vegetabilia      | Plantae      | Eukaryota    | Plantae       | Plantae        | Eucarya         | Plantae             |
| Vegetabilia      | Plantae      | Eukaryota    | Plantae       | Fungi          | Eucarya         | Fungi               |
| Animalia         | Animalia     | Eukaryota    | Animalia      | Animalia       | Eucarya         | Animalia            |